# Wesselényi Miklós (bíró)
Wesselényi Miklós (1504 – 1584. március 10.) bíró, a Wesselényi család tagja.

## Életrajza
Wesselényi Miklós I. János királyt támogatva részt vett a királyi hatalomért Habsburg Ferdinánddal folyó harcokban, majd János Zsigmond alatt Erdély ítélőmestereként szolgált. Kolozsvárt, 1575-ben ítélőmesterként ő olvasta fel az ítéletet a Báthory István által megbukott Kornyáti Bekes (Békés) Gáspár és párthívei elleni hűtlenségiper tárgyalásán. A Fejes család örökös nélküli kihalásával ő nyerte el a gyekei uradalmat (Wesselényi-család gyekei ága), ami Wesselényi Miklós fiúunokájának (Boldizsár 1589−1646) fiúörökös nélkül halála után, a Wesselényi-család egy másik ágára szállt át. Élete 80. évében, 1584. március 10-én halt meg és Gyekén temették el.

Felesége Horváth Kata volt. Egy  fiuk (Gáspár 1569−1608)  maradt, akinek felesége Cseffey Margit volt. Unokájuk, Boldizsár Doboka vármegye főispánja lett, aki 1646-ban, 57 évesen halt meg, Mikházán temették el. Boldizsár Losonczy Bánffy Annát vette feleségül, akitől Kata (Göncz-Ruszkai Kornis Ferenc (1607−1661) felesége) nevű gyermeke született. Kata, hogy Gyekét megtarthassa, Radnót nevű birtokát átengedte  II. Rákóczi Györgynek.